# Cúp Vàng CONCACAF 1993
Cúp Vàng CONCACAF 1993 là Cúp Vàng CONCACAF lần thứ hai do CONCACAF tổ chức.
Giải đấu được diễn ra tại hai quốc gia là Hoa Kỳ và México. Giải đấu có 8 đội tham dự, chia làm 2 bảng 4 đội, để chọn ra 4 đội đứng đầu bảng giành quyền vào bán kết. México giành chức vô địch đầu tiên sau khi vượt qua đương kim vô địch Hoa Kỳ 4–0 ở trận chung kết.

## Các đội giành quyền tham dự
| Đội                             | Tư cách qua vòng loại | [Các lần tham dự |
| Vùng Bắc Mỹ                     | Vùng Bắc Mỹ           | Vùng Bắc Mỹ      |
| ------------------------------- | --------------------- | ---------------- |
| Hoa Kỳ                          | Chủ nhà               | 2                |
| México                          | Chủ nhà               | 2                |
| Canada                          | Dự thẳng              | 2                |
| Top 2 Cúp Caribe 1993           |                       |                  |
| Martinique                      | Vô địch               | Lần đầu          |
| Jamaica                         | Á quân                | 2                |
| Top 3 Cúp bóng đá Trung Mỹ 1993 |                       |                  |
| Honduras                        | Vô địch               | 2                |
| Costa Rica                      | Á quân                | 2                |
| Panama                          | Hạng ba               | Lần đầu          |

## Địa điểm
| Thành phố México       | Dallas           |
| ---------------------- | ---------------- |
| Sân vận động Azteca    | Cotton Bowl      |
| Sức chứa: 105.000      | Sức chứa: 71.615 |
|                        |                  |
| Thành phố MéxicoDallas |                  |

## Vòng bảng

### Bảng A
| Đội      | Điểm | Số trận | Thắng | Hòa | Thua | Bàn thắng | Bàn thua | Hiệu số |
| -------- | ---- | ------- | ----- | --- | ---- | --------- | -------- | ------- |
| Hoa Kỳ   | 6    | 3       | 3     | 0   | 0    | 4         | 1        | +3      |
| Jamaica  | 3    | 3       | 1     | 1   | 1    | 4         | 3        | +1      |
| Honduras | 2    | 3       | 1     | 0   | 2    | 6         | 5        | +1      |
| Panama   | 1    | 3       | 0     | 1   | 2    | 3         | 8        | –5      |

| Honduras                                                              | 5 – 1    | Panama    |
| --------------------------------------------------------------------- | -------- | --------- |
| Gayle 25' · Bennett 51', 69' (ph.đ.), 83' (ph.đ.) · Pineda Chacón 54' | Chi tiết | Julio 30' |

| Hoa Kỳ      | 1 – 0    | Jamaica |
| ----------- | -------- | ------- |
| Wynalda 67' | Chi tiết |         |

| Jamaica                            | 3 – 1    | Honduras            |
| ---------------------------------- | -------- | ------------------- |
| Jarrett 28' · Davis 48' · Boyd 78' | Chi tiết | Bennett 18' (ph.đ.) |

| Hoa Kỳ                   | 2 – 1    | Panama      |
| ------------------------ | -------- | ----------- |
| Wynalda 69' · Dooley 74' | Chi tiết | Piggott 33' |

| Jamaica   | 1 – 1    | Panama               |
| --------- | -------- | -------------------- |
| Davis 76' | Chi tiết | Mendieta 50' (ph.đ.) |

| Hoa Kỳ    | 1 – 0    | Honduras |
| --------- | -------- | -------- |
| Lalas 29' | Chi tiết |          |

### Bảng B
| Đội        | Điểm | Số trận | Thắng | Hòa | Thua | Bàn thắng | Bàn thua | Hiệu số |
| ---------- | ---- | ------- | ----- | --- | ---- | --------- | -------- | ------- |
| México     | 5    | 3       | 2     | 1   | 0    | 18        | 1        | +17     |
| Costa Rica | 4    | 3       | 1     | 2   | 0    | 5         | 3        | +2      |
| Canada     | 2    | 3       | 0     | 2   | 1    | 3         | 11       | –8      |
| Martinique | 1    | 3       | 0     | 1   | 2    | 3         | 14       | –11     |

| Canada      | 1 – 1    | Costa Rica |
| ----------- | -------- | ---------- |
| Dasovic 43' | Chi tiết | Myers 82'  |

| México                                                                        | 9–0      | Martinique |
| ----------------------------------------------------------------------------- | -------- | ---------- |
| Zaguinho 11', 21', 29', 54', 76', 84', 90' · R. Ramírez 40' · Hernández 90+1' | Chi tiết |            |

| Canada                   | 2 – 2    | Martinique                  |
| ------------------------ | -------- | --------------------------- |
| Aunger 25' · Bunbury 43' | Chi tiết | Gertrude 53' · Fondelot 86' |

| México             | 1 – 1    | Costa Rica  |
| ------------------ | -------- | ----------- |
| Delgado 74' (l.n.) | Chi tiết | Cayasso 30' |

| Costa Rica                   | 3 – 1    | Martinique         |
| ---------------------------- | -------- | ------------------ |
| Myers 28' · Cayasso 69', 87' | Chi tiết | Tinmar 59' (ph.đ.) |

| México                                                                    | 8 – 0    | Canada |
| ------------------------------------------------------------------------- | -------- | ------ |
| Rodríguez 4', 67' · Mora 24', 30' · Zaguinho 32', 34' · Salvador 83', 88' | Chi tiết |        |

## Vòng đấu loại trực tiếp

### Sơ đồ
|  | Bán kết                       | Bán kết |                               |   | Chung kết | Chung kết |
|  |                               |         |                               |   |           |           |
|  | 21 tháng 7 - Dallas           |         |                               |   |           |           |
|  |                               |         |                               |   |           |           |
|  | Hoa Kỳ                        | 1       |                               |   |           |           |
|  | Hoa Kỳ                        | 1       | 25 tháng 7 - Thành phố México |   |           |           |
|  | Costa Rica                    | 0       |                               |   |           |           |
|  | Costa Rica                    | 0       | México                        | 4 |           |           |
|  | 22 tháng 7 - Thành phố México |         | México                        | 4 |           |           |
|  |                               | Hoa Kỳ  | 0                             |   |           |           |
|  | México                        | Hoa Kỳ  | 0                             | 6 |           |           |
|  | México                        |         |                               | 6 |           |           |
|  | Jamaica                       | 1       |                               |   |           |           |
|  | Jamaica                       | 1       | Tranh hạng ba                 |   |           |           |
|  |                               |         |                               |   |           |           |
|  | 25 tháng 7 - Thành phố México |         |                               |   |           |           |
|  |                               |         |                               |   |           |           |
|  | Costa Rica                    | 1       |                               |   |           |           |
|  | Costa Rica                    | 1       |                               |   |           |           |
|  | Jamaica                       | 1       |                               |   |           |           |

### Bán kết
| Hoa Kỳ       | 1 – 0 (h.p.) | Costa Rica |
| ------------ | ------------ | ---------- |
| Kooiman 103' | Chi tiết     |            |

| México                                                       | 6 – 1    | Jamaica    |
| ------------------------------------------------------------ | -------- | ---------- |
| Salvador 9', 18', 34' · Mora 14' · Zaguinho 50' · Ambriz 55' | Chi tiết | Wright 17' |

### Tranh hạng ba
| Costa Rica  | 1 – 1 (h.p.) | Jamaica    |
| ----------- | ------------ | ---------- |
| Guthrie 10' | Chi tiết     | Jarret 89' |

Costa Rica và Jamaica đồng hạng ba chung cuộc.

### Chung kết
| México                                                       | 4 – 0    | Hoa Kỳ |
| ------------------------------------------------------------ | -------- | ------ |
| Ambriz 11' · Armstrong 31' (l.n.) · Zaguinho 69' · Cantú 79' | Chi tiết |        |

### Vô địch
| Vô địch Cúp Vàng CONCACAF 1993 Mexico Lần thứ tư |

## Danh sách cầu thủ ghi bàn
11 bàn
- Zaguinho

5 bàn
- Luis Miguel Salvador

4 bàn
- Eduardo Bennett

3 bàn
- Juan Arnoldo Cayasso
- Octavio Mora

2 bàn
- Roy Myers
- Paul Davis
- Devon Jarrett
- Ignacio Ambríz
- Jorge Rodriguez
- Eric Wynalda

1 bàn
- Geoff Aunger
- Alex Bunbury
- Nick Dasovic
- Floyd Guthrie
- Thomas Dooley
- Cle Kooiman
- Alexi Lalas
- Giovanni Gayle
- Alex Pineda Chacón
- Walter Boyd
- Hector Wright
- Thierry Fondelot
- Georges Gertrude
- Thierry Tinmar
- Guillermo Cantú
- Juan Hernández
- Ramón Ramírez
- Jesús Julio
- Víctor Mendieta
- Percibal Piggott

Phản lưới nhà
- Javier Delgado (trận gặp México)
- Desmond Armstrong (trận gặp México)

## Bảng xếp hạng giải đấu
| Đội | Đội        | Số trận | Thắng | Hòa | Thua | Bàn thắng | Bàn thua | Hiệu số |
| --- | ---------- | ------- | ----- | --- | ---- | --------- | -------- | ------- |
| F   | México     | 5       | 4     | 1   | 0    | 28        | 2        | +26     |
| F   | Hoa Kỳ     | 5       | 4     | 0   | 1    | 5         | 5        | 0       |
| S   | Costa Rica | 5       | 1     | 3   | 1    | 6         | 5        | +1      |
| S   | Jamaica    | 5       | 1     | 2   | 2    | 6         | 10       | -4      |
| 1   | Honduras   | 3       | 1     | 0   | 2    | 6         | 5        | +1      |
| 1   | Canada     | 3       | 0     | 2   | 1    | 3         | 11       | -8      |
| 1   | Panama     | 3       | 0     | 1   | 2    | 3         | 8        | -5      |
| 1   | Martinique | 3       | 0     | 1   | 2    | 3         | 14       | -11     |